# Bonneville-la-Louvet
Bonneville-la-Louvet ist eine französische Gemeinde mit 822 Einwohnern (Stand: 1. Januar 2022) des Départements Calvados in der Region Normandie. Administrativ ist sie dem Kanton Pont-l’Évêque und dem Arrondissement Lisieux zugeteilt.

## Geographie
Bonneville-la-Louvet liegt etwa 29 Kilometer südsüdöstlich von Le Havre an der Calonne in der Landschaft Pays d’Auge. Umgeben wird Bonneville-la-Louvet von den Nachbargemeinden La Lande-Saint-Léger im Norden, Martainville im Nordosten, Le Bois-Hellain im Osten, Saint-Pierre-de-Cormeilles im Süden, Le Faulq im Südwesten, Blangy-le-Château im Westen und Südwesten, Les Authieux-sur-Calonne im Westen und Nordwesten sowie Saint-André-d’Hébertot im Nordwesten.

## Bevölkerungsentwicklung
| Jahr                      | 1962 | 1968 | 1975 | 1982 | 1990 | 1999 | 2006 | 2013 |
| Einwohner                 | 776  | 677  | 586  | 613  | 673  | 667  | 768  | 771  |
| Quelle: Cassini und INSEE |      |      |      |      |      |      |      |      |

## Sehenswürdigkeiten
- Kirche Notre-Dame-de-l'Assomption
- Herrenhaus von La Morsanglière aus dem 16./17. Jahrhundert, seit 1975 Monument historique